# Walter Clement
Walter Dominique Clement (Ekeren, 16 september 1956) is een Belgische schrijver, gastspreker, rechter in ondernemingszaken en stadsgids. Hij is pleitbezorger voor het eerherstel van Clara Goessen, de enige vrouw die in Antwerpen als heks op de brandstapel terechtkwam in 1603.

## Biografie
Clement werd geboren in Ekeren als oudste van twee kinderen in een zelfstandige familie actief in de bouwsector. Na een afgebroken opleiding aan het Provinciaal Hoger Onderwijs voor Onthaaltechniek (1977–1978), begon hij een carrière bij het toenmalige Gemeentekrediet van België (later Dexia, nu Belfius). Hij groeide er uit tot directeur-bestuurder van een cluster van kantoren in het noorden van Antwerpen. In 2007 werd hij benoemd tot Ridder in de Leopoldsorde.
Clement huwde op 20 juni 1980, heeft twee zonen en woont in Brecht.
In 1994 startte hij de opleiding tot antiekhandelaar, die hij in 1996 succesvol afrondde. In datzelfde jaar was hij medeoprichter van het driemaandelijkse tijdschrift De Argonauten, gericht op cultuurhistorische artikels en educatieve activiteiten rond antiek en kunst. Hij schrijft nog sporadisch, onder meer voor het gidsenblad Antwerpse Tydinghen.
Op 11 februari 2013 werd Clement bij koninklijk besluit benoemd tot rechter in ondernemingszaken (voorheen handelsrechter) aan de ondernemingsrechtbank van Antwerpen, een functie die hij nog steeds uitoefent.
In 2013 startte hij de opleiding tot stadsgids aan het CVO Antwerpen. Na een onderbreking om medische redenen, voltooide hij de opleiding in 2017. Sindsdien is hij actief als vrijwillig gids bij Museum De Reede, gespecialiseerd in grafiek van onder meer Edvard Munch, Félicien Rops en Francisco Goya.
Daarnaast is hij gids en coördinator in het Vlinderpaleis (gerechtsgebouw aan de Bolivarplaats), waar hij vooral scholieren rondleidt en de werking van het gerecht uitlegt. Sinds 2024 geeft hij ook rondleidingen in het historische gerechtshof aan de Britselei.
In zijn thuisgemeente was hij voorzitter van de adviesraad Toerisme (2022–2024) en is hij lid van de erfgoedraad.

## Heksenproject Clara Goessen
Tijdens archiefonderzoek voor een wandeling over heksen en ketters ontdekte Clement dat Clara Goessen in 1603 de enige persoon was die in Antwerpen wegens hekserij werd verbrand. Hij stelde een dossier samen voor de Antwerpse straatnamencommissie om haar naam toe te kennen aan een nieuwe straat. In juni 2024 kreeg hij bevestiging dat een straat nabij het Vleeshuis naar haar genoemd zal worden.
Clement zet zich actief in voor het eerherstel van slachtoffers van heksenvervolging. Hij was aanwezig bij de oprichting van een nationaal heksenmonument in Laarne en droeg bij aan de Nederlandse Heksendag (2024) in Lier, waar hij op verzoek van schrijfster Susan Smit bloemen liet neerleggen op de heksensteen ter ere van Cathelyne van den Bulcke.

## Onderscheidingen
- 2007 – Ridder in de Orde van Leopold II